# 娃娃看天下
《娃娃看天下》是阿根廷漫畫家季諾筆下的一輯漫畫，主人翁為一位住在布宜諾斯艾利斯的小女孩瑪法達。這套漫畫從1964年至1973年間連載，於拉丁美洲及歐洲相當受歡迎，是西班牙語漫畫裡最為國際間所熟知的，在亞洲也可以找到其蹤影。

## 歷史
應日報  的邀請，季諾於1962年創造了瑪法達及其他漫畫人物，作該日報的宣傳之用；其中瑪法達的名字是季諾受了  的小說 Dar la cara 啟發而取。後來報社毀約，瑪法達亦未有與讀者們見面。
1963年，季諾工作的出版商給了他一個任務：創作一套漫畫，風格要介乎於查爾斯·舒茲（Charles M. Schulz）的花生漫畫（Peanuts），以及 Chic Young 的白朗黛 Blondie。季諾便重新塑造瑪法達。在季諾的友人，周報 Primera Plana 高級編輯  的支持下，娃娃看天下終於在1964年9月29日於 Primera Plana 開始連載。最初該漫畫的人物只有瑪法達和她的父母，1965年1月則再加入了菲力普。不過短短兩個月以後，在1965年3月，一次法律糾紛讓娃娃看天下於1965年3月9日起停載。
一個星期以後，在1965年3月15日，年僅六歲的瑪法達便移師陣地，轉到布宜諾斯艾利斯的日報《世界報》（El Mundo）連載。由於該報每天發行，季諾能更緊貼時事而創作。數週之後，漫畫裡再加入了馬諾林和蘇珊娜兩個角色。到了1967年12月22日，《世界報》停刊時，瑪法達的媽媽正好在懷孕。
1968年6月2日，娃娃看天下開始在周報《七天畫報》（Siete Días Illustrados）裡連載。不過由於該報要求季諾於出版兩星期前交稿，季諾再也無法透過小娃娃去深入評論時事。1973年6月25日，娃娃看天下正式停載。
此後，季諾偶而會再次繪畫瑪法達，主要是為了宣傳人權。1976年，他為聯合國兒童基金會兒童權利條約畫了一幅有娃娃看天下人物的海報。

## 人物
- 瑪法達（Mafalda）：漫畫的主角，一個住在布宜諾斯艾利斯的小女孩，剛登場時只有六歲，還未開始上學，後來在阿根廷的公立學校上課，在漫畫停載時年約八歲。她喜愛披頭四樂隊，厭惡喝湯。雖然是一個典型的小女孩，不過她的目光銳利，語出驚人。關心世界和平、公義、民主和女權的她，比她的父母更聰明一點；她的問題經常令她的爸爸吃驚，有時候更會昏倒。漫畫裡屢次看見瑪法達問了一道問題後，要跑到藥房給她的父母買鎮靜藥。
- 媽媽（Raquel，1964年10月6日首次露面）和爸爸（吉格力，1964年9月29日首次露面）：一對十分平凡的夫婦，沒有任何過人之處（瑪法達的爸爸在一所保險公司當白領，熱愛園藝），跟他們的女兒個性恰恰相反。
- 菲力普（Felipe, 1965年1月19日）：比瑪法達大一歲，整天在作夢，討厭上課和做功課；不過他心裡經常在責任感與懶散中掙扎。菲力普一角是參照季諾的記者朋友 Jorge Timossi 而創作。
- 馬諾林（Manolito，1965年3月29日首次露面）：西班牙裔商店東主的兒子，經常替父親管理商店，他對生意與金錢比其他東西要關心得多。
- 蘇珊娜（Susanita，1965年6月6日首次露面）：一個虛榮的女孩，人生目標是嫁入豪門，生兒育女。她的母親愛好在電話上高談闊論，談及他人的是非，是當時阿根廷婦女的一種刻板印象（西班牙文稱為chismosa，意指愛管閒事的人）；蘇珊娜傳承了這個特點。
- 吉也（Guille，1968年首次露面）：瑪法達的弟弟，喜愛喝湯，說話口齒不清。他和瑪法達養了一隻名叫「官僚」（Burocracia）的烏龜。
- 米蓋（Miguelito）：比其他人物年少，有點自私，不過心地好。
- 自由（Libertad，1970年2月15日首次露面）：一個個子特小的女孩，有時候名字會被其他人拿來當笑柄；她的父母是左翼份子，她有時候也會加入政治爭論，不過其實自己也不太了解政治。

## 合訂本

西班牙語版的娃娃看天下合訂本

到1974年，也就是漫畫停載後翌年，娃娃看天下一共出版了11本合訂本，從第0冊到第10冊（原來第1至10冊的合訂本，並沒有包括 Primera Plana 時期的漫畫，因此才有「第0冊」的情況）。不過之後一直沒有重印，直到1989年，娃娃看天下再次重新出版。其中包括1989年的《從未出版的瑪法達》（Mafalda Inédita），1991年的《與瑪法達同行10年》（10 Años con Mafalda）和1992年的《娃娃看天下全集》（Todo Mafalda）。

希臘語版的瑪法達跟菲力普與蘇珊娜

原文為西班牙語的娃娃看天下被翻譯成至少26種語言版本，其中通曉西班牙語的臺灣女作家三毛更把瑪法達的故事通通翻譯成中文，在台灣及中國大陸一共出版了六冊，但是，最早在台灣出現的版本是二十集（冊）的，由遠流出版社的，第一集的新二版是中華民國六十五年（1976年）八月廿日出版的。此外，於民國七十七年（1988年）四月，輔新書局曾同樣以《娃娃看天下》為書名，出版另一版的中文譯本，譯者為張清柏。其他語言版本包括芬蘭語、法語、德語、希臘語、義大利語、日語、韓語、加泰羅尼亞語、荷蘭語、挪威語、葡萄牙語、瑞典語等。不過英語版本卻很少出現；在美國，季諾只在1986年出版了一部名為《季諾的世界》（The World of Quino）的合輯。

## 外部連結
- 官方網站
- 娃娃看天下英語書迷網 （页面存档备份，存于）
- 漫畫家季諾的官方網站（页面存档备份，存于）
- 全世界的娃娃 （页面存档备份，存于） 三毛譯序
- 娃娃看天下－瑪法達的世界【40週年珍藏版】(1) （页面存档备份，存于）
- 娃娃看天下：瑪法達的世界【50週年紀念版】（1） （页面存档备份，存于）
- 娃娃看天下：瑪法達的世界【50週年紀念版】（2）
- 娃娃看天下